# ケイシー・ケニー
ケイシー・ケニー（Casey Kenney、1991年3月20日 - ）は、アメリカ合衆国の男性総合格闘家。インディアナ州ポートランド出身。ライズ・コンバットスポーツ／MMAラボ所属。元LFAバンタム級暫定王者。元LFAフライ級暫定王者。

## 来歴
5歳から柔道を始め、全米王者に9度輝く。また、柔道の他にレスリングでもフリースタイルとグレコローマン両方の州選手権で複数回王者になるなどの活躍を見せた。インディアナポリス大学に進学するが総合格闘技をやるために2年次に退学した。

### 総合格闘技
2015年、プロ総合格闘技デビュー。13戦11勝1分の戦績を残し、LFAバンタム級・フライ級暫定王座を獲得した。

#### UFC
2019年3月30日、UFC初参戦となったUFC on ESPN: Barboza vs. Gaethjeでレイ・ボーグと対戦し、3-0の判定勝ち。なお、この試合はボーグがバンタム級のリミット体重から1.75ポンド体重超過したため、ファイトマネーの20%をケニーに譲渡して行われた。
2020年10月20日、UFC 254でナサニエル・ウッドと対戦し、3-0の判定勝ち。ファイト・オブ・ザ・ナイトを受賞した。
2021年3月6日、UFC 259でバンタム級ランキング11位の元UFC世界バンタム級王者ドミニク・クルーズと対戦し、1-2の判定負け。

## 戦績
| 総合格闘技 戦績 | 総合格闘技 戦績 | 総合格闘技 戦績 | 総合格闘技 戦績 | 総合格闘技 戦績 | 総合格闘技 戦績 | 総合格闘技 戦績 |
| --------------- | --------------- | --------------- | --------------- | --------------- | --------------- | --------------- |
| 21 試合         | (T)KO           | 一本            | 判定            | その他          | 引き分け        | 無効試合        |
| 16 勝           | 2               | 5               | 9               | 0               | 1               | 0               |
| 4 敗            | 0               | 0               | 4               | 0               | 1               | 0               |

| 勝敗 | 対戦相手                           | 試合結果                        | 大会名                                                     | 開催年月日     |
| ×    | ソン・ヤドン                       | 5分3R終了 判定1-2               | UFC 265: Lewis vs. Gane                                    | 2021年8月7日   |
| ×    | ドミニク・クルーズ                 | 5分3R終了 判定1-2               | UFC 259: Błachowicz vs. Adesanya                           | 2021年3月6日   |
| ○    | ナサニエル・ウッド                 | 5分3R終了 判定3-0               | UFC 254: Khabib vs. Gaethje                                | 2020年10月24日 |
| ○    | アラテン・ヘイリ                   | 5分3R終了 判定3-0               | UFC on ESPN 16: Holm vs. Aldana                            | 2020年10月4日  |
| ○    | ルイス・スモルカ                   | 1R 3:03 ギロチンチョーク        | UFC on ESPN 9: Woodley vs. Burns                           | 2020年5月30日  |
| ×    | メラブ・ドバリシビリ               | 5分3R終了 判定0-3               | UFC Fight Night: Anderson vs. Błachowicz 2                 | 2020年2月15日  |
| ○    | マニー・バミューデス               | 5分3R終了 判定3-0               | UFC 241: Cormier vs. Miocic 2                              | 2019年8月17日  |
| ○    | レイ・ボーグ                       | 5分3R終了 判定3-0               | UFC on ESPN 2: Barboza vs. Gaethje                         | 2019年3月30日  |
| ○    | ヴィンス・カシェロ                 | 1R 1:38 KO（左膝蹴り）          | LFA 62: Kenney vs. Cachero 【LFAバンタム級暫定王座決定戦】 | 2019年5月22日  |
| ○    | ブランドン・ロイバル               | 5分5R終了 判定3-0               | LFA 53: Royval vs. Kenney 【LFAフライ級暫定王座決定戦】    | 2018年11月9日  |
| ○    | ローマン・サラザール               | 5分3R終了 判定3-0               | LFA 44: Frincu vs. Aguilera                                | 2018年6月15日  |
| ○    | ケンドリック・ラッチマン           | 5分3R終了 判定3-0               | LFA 31: Moffett vs. Le                                     | 2018年1月19日  |
| ×    | アダム・アントリン                 | 5分3R終了 判定1-2               | Dana White's Contender Series 8                            | 2017年8月29日  |
| ○    | CJ・ハミルトン                     | 5分3R終了 判定3-0               | Dana White's Contender Series 2                            | 2017年7月18日  |
| △    | ブルーノ・シウバ                   | 5分3R終了 判定1-1               | LFA 11: Frincu vs. Mendonça                                | 2017年5月5日   |
| ○    | アルビン・カクダック               | 1R 4:09 リアネイキドチョーク    | TPF 30 【TPFフライ級王座決定戦】                           | 2017年2月2日   |
| ○    | ラファエル・アンヘル・エルナンデス | 1R 3:44 ブラボチョーク          | TPF 27                                                     | 2016年5月19日  |
| ○    | アンソニー・トーレス               | 1R 1:48 腕ひしぎ十字固め        | TPF 26                                                     | 2016年2月18日  |
| ○    | ビクター・ロサス                   | 3R 4:31 TKO（ドクターストップ） | TPF 25                                                     | 2015年11月19日 |
| ○    | ポール・アマロ                     | 5分3R終了 判定3-0               | Dragon House 20                                            | 2015年6月6日   |
| ○    | イライヤ・ムハンマド               | 2R 2:26 リアネイキドチョーク    | Duel for Domination 10                                     | 2014年12月20日 |

## 獲得タイトル
- LFAバンタム級暫定王座（2019年）
- LFAフライ級暫定王座（2018年）
- TPFフライ級王座（2017年）

## 表彰
- UFC ファイト・オブ・ザ・ナイト（1回）
- 柔道（黒帯二段）
- ブラジリアン柔術（黒帯）